# Communauté de communes Gisors-Epte-Lévrière
Die Communauté de communes Gisors-Epte-Lévrière ist ein ehemaliger französischer Gemeindeverband mit der Rechtsform einer Communauté de communes im Département Eure in der Region Normandie. Sie wurde am 24. Dezember 2003 gegründet und umfasste 16 Gemeinden. Der Verwaltungssitz befand sich im Ort Gisors.

## Historische Entwicklung
Mit Wirkung vom 1. Januar 2017 fusionierte der Gemeindeverband mit der Communauté de communes du Canton d’Étrépagny und bildete so die Nachfolgeorganisation Communauté de communes du Vexin Normand.

## Ehemalige Mitgliedsgemeinden
1. Amécourt
2. Authevernes
3. Bazincourt-sur-Epte
4. Bernouville
5. Bézu-Saint-Éloi
6. Dangu
7. Gisors
8. Guerny
9. Hébécourt
10. Mainneville
11. Mesnil-sous-Vienne
12. Neaufles-Saint-Martin
13. Noyers
14. Saint-Denis-le-Ferment
15. Sancourt
16. Vesly